# Давид и Голиаф (Даниеле да Вольтерра)
«Давид и Голиаф», или «Давид, убивающий Голиафа» — двусторонняя картина итальянского живописца Даниеле да Вольтерры, написанная в 1550 году маслом на двух сторонах сланцевой пластины. Хранится в Лувре, Париж.

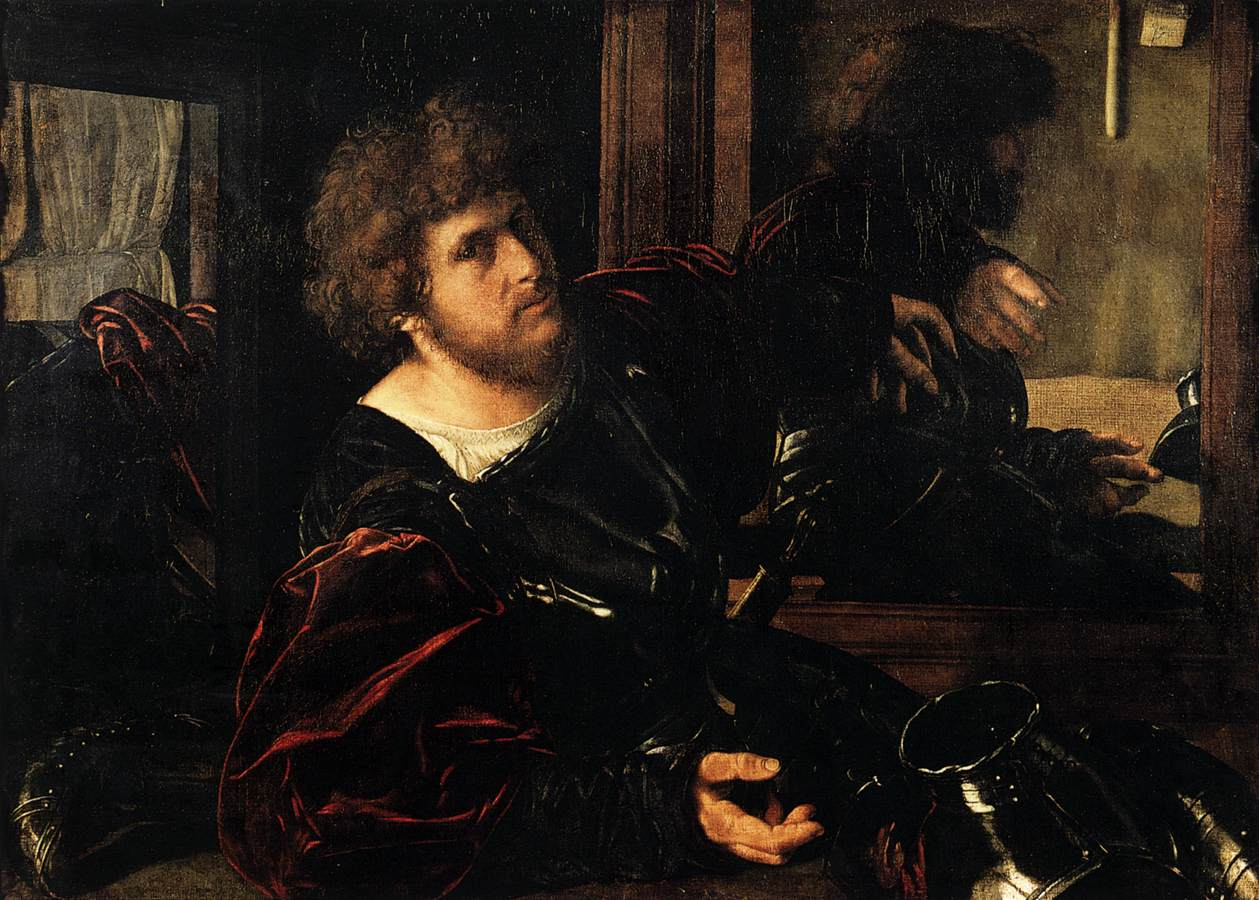
Дж. Савольдо. Портрет вооружённого человека (Портрет Гастона де Фуа). Ок. 1529. Холст, масло. Лувр, Париж

## История создания и идея картины
Джорджо Вазари в своих «Жизнеописаниях наиболее знаменитых живописцев, ваятелей и зодчих» (1550) рассказывает, что флорентиец монсеньор Джованни делла Каза, начавший писать труд о природе живописи, «захотел получить от профессионалов разъяснения некоторых тонкостей и частностей, он попросил Даниелло сделать для него со всей доступной ему тщательностью законченную глиняную модель фигуры Давида, а затем попросил его написать, то есть изобразить на картине, этого же Давида, действительно прекрасного, показав его со всех сторон, а именно спереди и сзади, из чего получилось нечто весьма своеобразное».
Скульптурное изображение поединка Давида с Голиафом не сохранилось, а двусторонняя картина, ныне находящаяся в парижском Лувре, хорошо известна. Необычный заказ следует рассматривать в контексте дискуссии, начатой в 1545 году учёным гуманистом и теоретиком искусства Бенедетто Варки. В 1546 году Б. Варки, собираясь прочитать три лекции на тему сравнения живописи и скульптуры, разослал известным художникам Флоренции: Микеланджело Буонарроти, Джорджо Вазари, Аньоло Бронзино, Якопо Понтормо, Бенвенуто Челлини, Франческо да Сангалло и другим анкету с вопросом: «Какое из искусств, живопись или скульптуру, они считают более совершенным». Этот спор, начатый ещё Леонардо да Винчи, так и не был разрешён. В 1549 году Варки опубликовал тексты диспутов, подчёркивая специфику каждого вида искусства и их равноценность.
Одним из аргументов в пользу скульптуры была её прочность и долговечность. Ответом Даниеле да Вольтерры на этот аргумент был выбор камня в качестве материальной основы для картины. Другим преимуществом скульптуры является множественность возможных точек зрения — именно поэтому Даниеле решил усовершенствовать живописную картину, сделав её двусторонней, изобразив одну и ту же сцену, которую можно рассматривать с двух сторон. Поиски множественности точек зрения в живописи были известны и до этого — так ещё в 1520 году Джованни Джироламо Савольдо написал портрет в окружении зеркал и начищенной кирасы, предоставляющих возможность отразить несколько разных углов зрения на один и тот же предмет. Более того, тот же Вазари рассказывал о картине Джорджоне, где множество зеркал позволяли «увидеть все возможные виды жеста человеческого, не обходя вокруг шедевра».

## Сюжет и композиция
Картина представляет собой хорошо известный ветхозаветный сюжет: Давид попал в лоб великану Голиафу брошенным из пращи камнем. Гигант упал на землю, а Давид схватил свой меч (кривой скимитар), чтобы прикончить его. Картина показывает на двух сторонах одной сланцевой пластины видимую с разных точек зрения сцену битвы Давида с Голиафом.

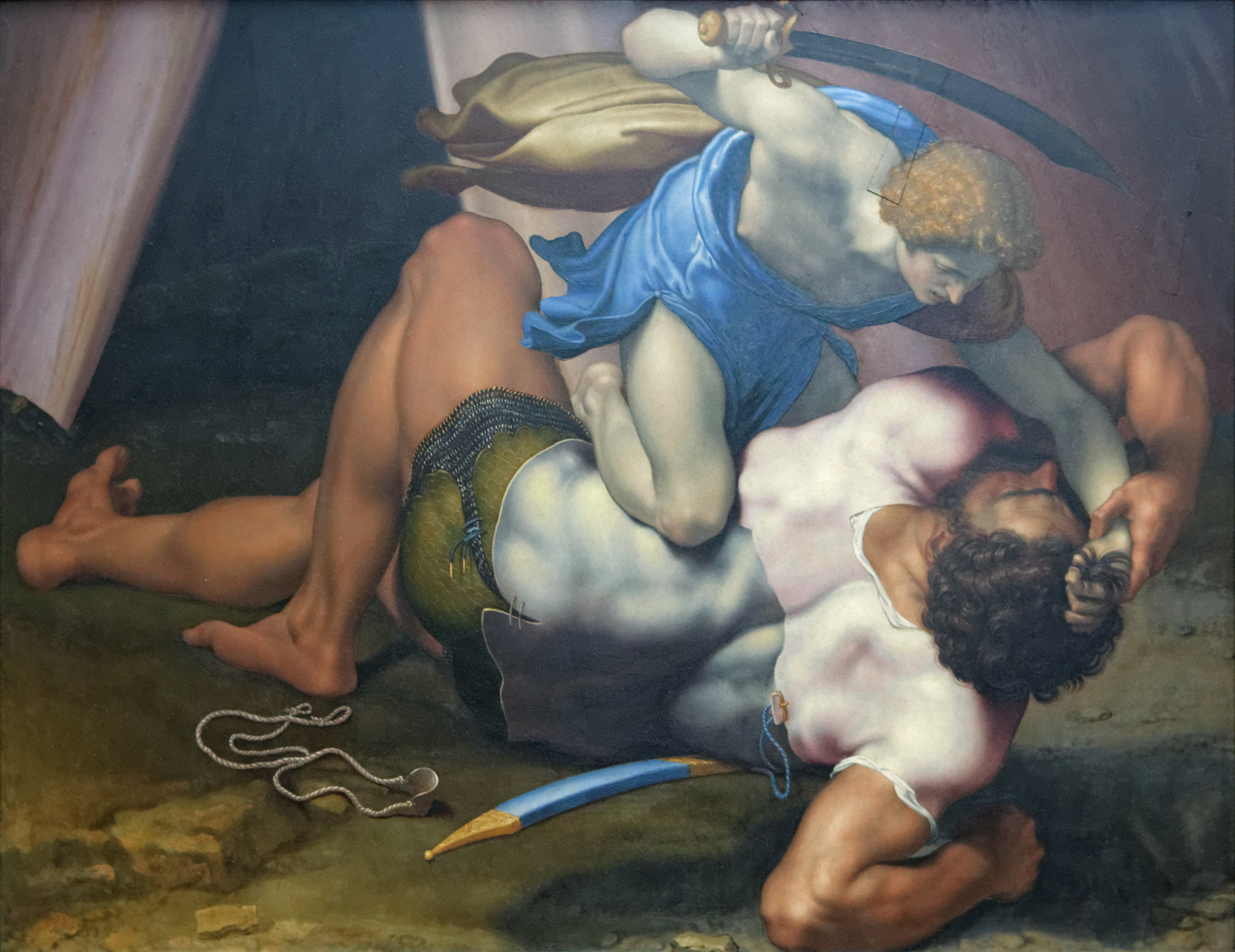
Лицевая сторона
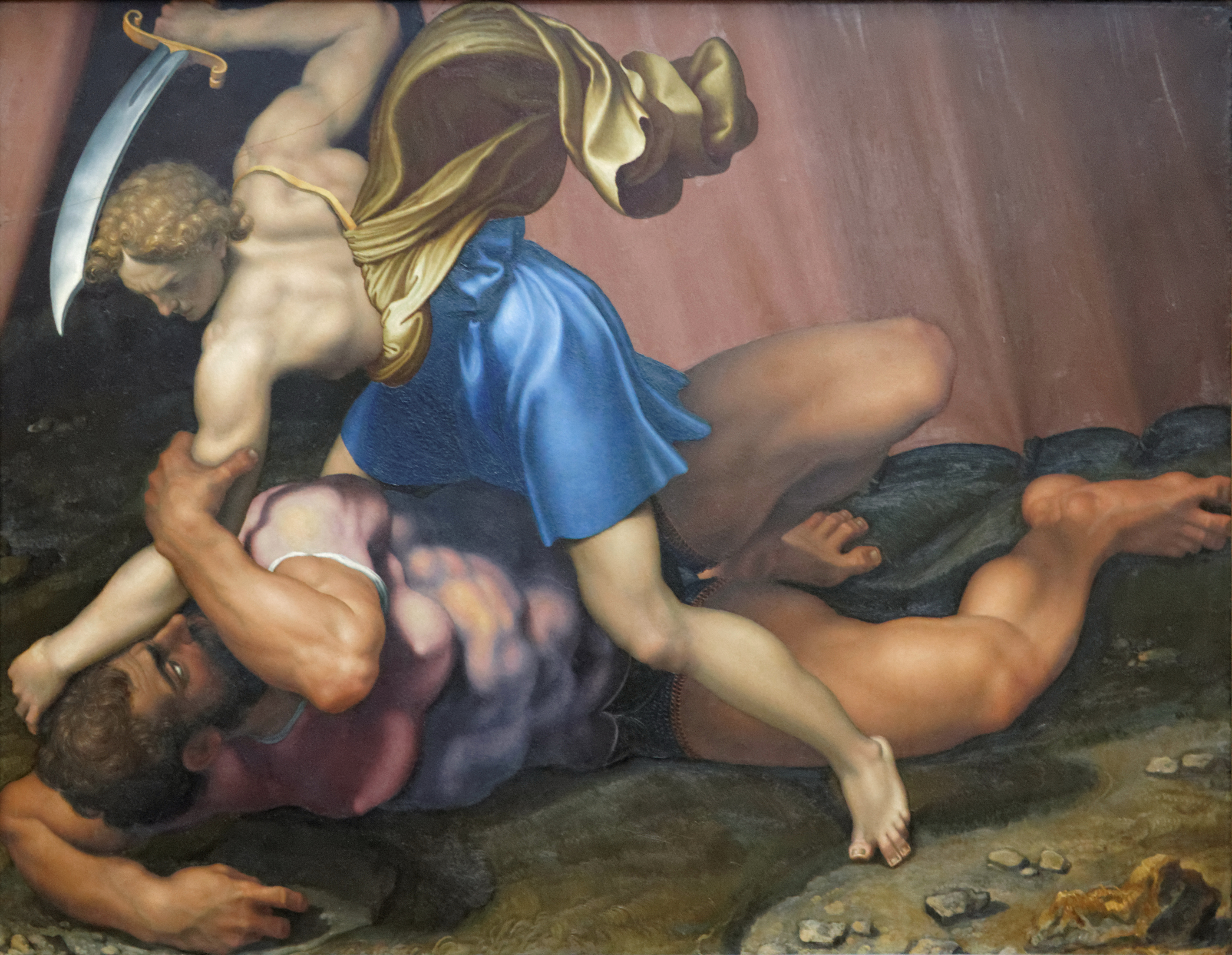
Оборотная сторона

Простое сравнение картины, предлагающей две разных точки зрения на изображённую сцену, со скульптурой, говорит скорее в пользу последней — так Челлини, в своём ответе на вопрос Варки, упоминал свои работы, позволяющие видеть сцену с восьми разных точек зрения, обходя её вокруг. Тем не менее, картина Даниеле да Вольтерры предлагает нечто большее, чем простое совмещение двух точек зрения: художник позволил себе показать различия в сценах на двух сторонах картины, придав тем самым динамику, развитие события во времени и пространстве — то, что неспособна сделать скульптура, предполагающая только динамическую позицию зрителя.
Так на лицевой стороне пластины Голиаф только что упал, его колено ещё в воздухе, руки приподняты, колено Давида прижимает его к земле; тогда как на оборотной стороне, кажется, изображена та же сцена на несколько мгновений позднее: Голиаф полностью повержен, Давид обрёл устойчивую позу и приготовился прикончить великана. Направленность события во времени видна и по положению плаща Давида: на лицевой стороне он развевается сильнее, чем на оборотной. За время, за которое зритель обошёл вокруг картины, изображённая на ней битва как бы продвинулась вперёд. На лицевой стороне картины видны праща, из которой Давид запустил камень в Голиафа, и ножны великана, откуда Давид вытащил меч — оба предмета важны для понимания начала битвы. На оборотной стороне их уже не видно. Художник также позволяет себе лёгкое нарушение когерентности двух изображений, в основном в том, что касается одежды Давида: ремешок, перекинутый через плечо и удерживающий плащ героя, отсутствует на лицевой стороне картины — возможно, художник нарочно опустил его, чтобы проще было подчеркнуть мускулатуру Давида.

## Дальнейшая история картины
Картина после её написания стала широко известна, однако имя её автора впоследствии было почти забыто. Произведение вначале принадлежало заказчику — Джованни делла Каза, затем Аннибалу Ручеллаи (итал. Annibal Rucellai), позднее —кардиналу Монтальто (итал. Montalto) и кардиналу Джудиче (итал. Giudice). Последний итальянский владелец установил её на пьедестал из позолоченного дерева, позволявший поворачивать картину вокруг оси.
31 июля 1715 года, спустя полтора века после создания, картина была подарена французскому королю Людовику XIV как произведение Микеланджело Буонарроти. Подарок имел дипломатическое значение — преподнёсший картину Антонио дель Джудиче дарил её от имени своего брата, кардинала Джудиче, представлявшего интересы папского двора в Париже. Подарок установили в Малой галерее Версальского дворца, но дипломатическая миссия провалилась: 1 сентября 1715 года, спустя 32 дня после подарка, король умер. А в 1718 году Антонио дель Джудиче выслали из страны.
После революции, в 1797 году, картину передали в Лувр. В 1801 году её выставили в Большой галерее. В 1940 году произведение перенесли в замок Фонтенбло, где оно оставалось в течение 68 лет. В период хранения картины в замке она была повреждена во время бури, разбившей окно замка.
С 2008 года, после проведённой реставрации, картина снова экспонируется в Большой галерее Лувра.

## Эскизы картины
В Лувре также хранятся два эскиза Даниеле да Вольтерры, они являются частью коллекции департамента графических искусств музея. Существуют ещё четыре эскиза, сделанные рукой Микеладжело, они хранятся в Нью-Йоркской Библиотеке Моргана. Эти эскизы позволяют предположить участие Микеланджело в создании картины.